# FC Dinamo București
FC Dinamo București är en rumänsk fotbollsklubb som är från huvudstaden Bukarest, och är en av de tre största klubbarna i staden. Klubben grundades 1948, och spelar på Dinamo Stadium, före detta Stefan Cel Mare, som tar 15 300 åskådare vid fullsatt. Säsongen 2005/2006 kom laget på en tredje plats i den högsta divisionen, och kvalificerade sig därmed för den första kvalomgången i UEFA-cupen. Säsongen 2006/2007 vann Dinamo högsta divisionen och kvalificerade sig till tredje omgången av kvalet till Champions League 2007/2008, därefter en oavgjord första match mot SS Lazio; förlorade i Rom med 1-3.

## Historia
Klubben bildades den 1 maj 1948 och spelade sin första säsong i den första divisionen 1947/1948, där laget slutade på 7:e plats. Den 14 juli 1948 spelade klubben sin första internationella match, mot det tjeckoslovakiska laget Zidnice, en match som Dinamo vann med 4-1.
Den 14 oktober 1951 spelade Dinamo sin första match på den nuvarande hemmaarenan, en seger med 1-0 mot det ryska laget Lokomotiv Moskva. 1954 spelade Dinamo i finalen i Rumänska Cupen, men förlorade med 0-2 mot Metalul Resita. Året därpå vann klubben sin första titel av totalt 15 stycken som man har vunnit under årens lopp.
1962 och 1963 vann man ytterligare två titlar, och dessutom cupen mot FC Steaua București 1963.